# Gyermely
Gyermely là một thị trấn thuộc hạt Komárom-Esztergom, Hungary. Thị trấn này có diện tích 45,45 km², dân số năm 2010 là 1455 người, mật độ 32 người/km².